# Polyamblyodon gibbosum
Polyamblyodon gibbosum är en fiskart som först beskrevs av Pellegrin, 1914.  Polyamblyodon gibbosum ingår i släktet Polyamblyodon och familjen havsrudefiskar. Inga underarter finns listade i Catalogue of Life.